# Michał Gołoś
Michał Reoland Gołoś (ur. 1954) – polski polityk i politolog, doktor nauk humanistycznych, rektor Wyższej Szkoły Stosunków Międzynarodowych i Komunikacji Społecznej w Chełmie.

## Życiorys
Z wykształcenia politolog, absolwent Uniwersytetu Śląskiego. W 2001 uzyskał na tej uczelni stopie doktora nauk humanistycznych (specjalność: nauki o polityce) na podstawie napisanej pod kierunkiem Kazimierza Kika pracy pt. Koalicje partyjne w Polsce w okresie 1989–1997. W pracy naukowej specjalizował się w zakresie stosunków międzynarodowych, systemów politycznych, polityki migracyjnej i polonijnej.
Pracował jako wykładowca na Uniwersytecie Humanistyczno-Przyrodniczym Jana Kochanowskiego w Kielcach i Wyższej Szkole Przedsiębiorczości i Administracji w Lublinie oraz dziekan wydziału w Wyższej Szkole Dziennikarskiej im. Melchiora Wańkowicza w Warszawie. Został założycielem i rektorem Wyższej Szkoły Stosunków Międzynarodowych i Komunikacji Społecznej w Chełmie (później przeniesionej do Wrocławia i przemianowanej na Akademię Nauk Stosowanych). W 2020 zakończył pełnienie funkcji rektora i sprzedał udziały w spółce zarządzającej uczelnią. Został sekretarzem i członkiem prezydium Konferencji Rektorów Zawodowych Szkół Polskich ds. kontaktów międzynarodowych. Objął funkcję wiceprezesa Stowarzyszenia Polsko-Uzbeckiego „Przyjaźń-Dustlik”, wstąpił do stowarzyszenia „Razem dla Lubelszczyzny”.
Działał w Unii Pracy, w wyborach w 1993 otwierał jej lubelską listę okręgową. W wyborach w 2007 kandydował z ramienia Lewicy i Demokratów (jako bezpartyjny) do Senatu w okręgu nr 7, zajmując 9. miejsce na 14 kandydatów. Bezskutecznie wystartował również w wyborach do sejmiku lubelskiego w 2006 (z listy Platformy Obywatelskiej, 2010, 2014 i 2018 (z ramienia SLD).
W 2012 wyróżniony tytułem „Chełmianina Roku”.